# به درازای شب
به درازای شب یا سراسر شب (به فرانسوی: Toute une nuit) فیلمی درام به کارگردانی شانتال آکرمن محصول مشترک فرانسه و بلژیک است که سال ۱۹۸۲ منتشر شد. از بازیگران آن می‌توان به اورور کلمان، کریستین کوئندی، فرانسوا بوکلر و چکی کاریو اشاره کرد.
سراسر شب در سال ۲۰۱۶ برای جشن سی‌سالگی جایزه تدی در شصت و ششمین جشنواره بین‌المللی فیلم برلین نمایش داده شد.